# Prineville
Prineville est une ville américaine, siège du comté de Crook dans l'Oregon, dont la popuplation est estimée en 2006 à 9 990 habitants. La ville a été baptisée du nom de Barney Prine, premier marchand à s'installer dans la ville.

## Histoire
Le premier bureau de poste de la ville a été construit en 1871 alors que la ville s'appelait Prine, puis le nom a été changé en Prineville en 1872, et la ville a été incorporée en 1880. Le premier lycée a été construit en 1902. La ligne de chemin de fer construite en 1911 passait à une vingtaine de kilomètres de la ville. Pour se connecter au réseau les habitants décidèrent de construire leur propre ligne de chemin de fer, utilisée ensuite pour le transport du bois produit dans la région.

## Géographie
La ville est située au centre de l'Oregon. La rivière Crooked, un affluent de la rivière Deschutes, coule à travers la ville.

## Activités
Des industries comme une usine de pneumatiques sont implantées à Prineville, mais le taux de chômage est assez élevé.
En 2010, Prineville a été choisi par Facebook pour implanter son premier Centre de traitement de données.